# Кампо-Императоре (обсерватория)
Станция Кампо-Императоре  — астрономическая наблюдательная станция Римской Астрономической обсерватории (ит. OAR — L' Osservatorio Astronomico di Roma), основанная в 1948 году в Центральных Апеннинах, (100 км от Рима, 2141 метр над уровнем моря).

## Инструменты обсерватории
- АЗТ-24 (D = 1100 мм, F = 7970 мм, рабочее поле зрения 20' на 46 мм) + экваториальная монтировка немецкого типа + ПЗС-камера SwirCam, охлаждаемая жидким азотом (256 x 256 пикселей, 40 микрон) = масштаб изображения около 1"/пиксель, поле зрения 4,4' x 4,4'.
- телескоп Шмидта (D = 600 мм, F = 900 мм, поле зрения 6° x 6°, масштаб 1"/мм) + вилочная экваториальная монтировка + ПЗС-камера ROSI (2048 x 2048 пикселей), охлаждаемая жидким азотом.

## Направления исследований[1]
- Поиск и мониторинг внегалактических сверхновых в ближнем инфракрасном (SWIRT проект)
- Спектральные исследования в ближнем инфракрасном диапазоне (ИК-диапазоне)
- Переменные звезды (RR Лиры, Карликовые новые, Катаклизмические переменные, молодые звезды)
- Фотометрия транзитных явлений экзопланет
- Исследование ИК-излучения от блазаров
- ИК фотометрии для определения физических параметров компонентов системы для затмений типа Алголя
- Светимость галактик
- Активные ядра галактик
- Малые тела Солнечной системы
- Наблюдение послесвечения гамма-всплесков[2]

## Основные достижения
- Открытие сверхновой 2002cv 13 мая 2002 года[3][4] — это всего лишь вторая сверхновая открытая в ИК-диапазоне. У неё были рекордные показатели поглощения на луче зрения — 8 звездных величин[5]
- Уточнение частоты появления сверхновых в одной и той же галактике (В конце 1999 — начале 2000 две яркие Сверхновые вспыхнули друг за другом в течение трех месяцев в одной и той же галактике NGC 6159 (SN1999el и SN2000E); в мае 2002 г. в галактике NGC 3190 последовательно вспыхнули две Сверхновые с промежутком в 2 месяца (SN2002bo и SN2002cv), при этом вторая сверхновая оказалась невидимой в оптическом диапазоне. Наличие подобных событий предполагает, что сверхновые вспыхивают гораздо чаще, просто многие из них остаются невидимыми, поскольку они экранируются пылевым диском галактик.
- Многоцветная фотометрия мощного послесвечения космического гамма-всплеска GRB 020813

## Сотрудники обсерватории
- участники проекта с итальянской стороны (по состоянию на 2016 год):
  - сотрудники Астрономической обсерватории Рима (OAR)
    - Emanuele Giallongo — директор
    - Centrone Mauro
    - D’Alessio Francesco
    - Di Paola Andrea
    - Pedichini Fernando
    - Speziali Roberto
    - Napoleone Nicola
    - Tedesco Peppino

  - сотрудники Астрономической обсерватории Терамо (ит. OACT — L' Osservatorio Astronomico di Teramo)
    - Dolci Mauro
    - Di Cianno Amico
    - Valenti Angelo
- участники проекта с российской стороны (наблюдатели, 5 первых принимают участие в наблюдениях до сих пор):
  - Архаров Аркадий (Пулковская обсерватория)
  - Ларионов Валерий (Астрономический институт СПбГУ, Пулковская обсерватория)
  - Ефимова Наталья (Пулковская обсерватория)
  - Климанов Сергей (Пулковская обсерватория)
  - Горшанов Денис (Пулковская обсерватория)
  - Гнедин Юрий (Пулковская обсерватория)
  - Галкин Вячеслав (Пулковская обсерватория)
  - Новиков Виктор (Пулковская обсерватория)
  - Нечитайлов Юрий (Пулковская обсерватория)
  - Масленников Кирилл (Пулковская обсерватория)

## История обсерватории
Идея создать астрономическую наблюдательную станцию, а также разбить ботанический сад в горах Гран-Сассо-д’Италия (ит. Gran Sasso d’Italia) (Апеннины) появилась сразу после окончания Второй мировой войны у ученого-натуралиста и политика Винченцо Ривера (Vincenzo Rivera) и директора Обсерватории Монте Марио (Рим), профессора Джузеппе Армеллини (Giuseppe Armellini). И с этой целью в 1946 году была организована экспедиция по поиску удобного места для новой обсерватории. Таким местом оказалось плато Кампо Императоре (Campo Imperatore).
В марте 1948 года началось строительство здания и Западной башни наблюдательной станции. Со строительством телескопа Шмидта, который планировалось установить в башню, дела обстояли сложнее. В 1949 году Ривера получил деньги на покупку зеркала и специальной линзы для него. Зеркало и линзу доставили в 1953 году, и теперь нужно было проектировать и строить механику телескопа. Только два года спустя он получил возможность заказать телескоп на фабрике Marchiori в Милане.
Наконец, 25-го июля 1958 года телескоп увидел свой первый свет.
В конце 1980-х, когда в астрономию в качестве фоторегистрирующей аппаратуры пришли ПЗС-приемники, телескоп Шмидта был одним из первых телескопов, которые стали использовать их. Он был оснащен ПЗС-камерой SOMP; в 1990-х ей на смену пришла более современная ПЗС-матрица 2kTec (2048 x 2048 пикселей), а затем, в 2000-х — еще более современный аналог, ROSI (2048 x 2048 пикселей) (ROSI: a new cryogenic solution Архивная копия от 11 февраля 2017 на Wayback Machine) с возможностью спектрометрии (с разрешением 350 Ангстрем/мм).
Телескоп использовался и используется до сих пор для поиска околоземных астероидов — проект CINEOS (англ. Campo Imperatore Near-Earth Objects Survey). Было открыто 5 АЗС, последний из них получил обозначение 2003OV31.
В середине 1980-х здание станции было модернизировано, и к нему были пристроены Восточное крыло и Восточная башня, которая пустовала до середины 1990-х, когда появился совместный проект трех обсерваторий: Рима, Терамо (Италия) и Пулково (Россия) — по поиску сверхновых в ближнем ИК-диапазоне SWIRT (англ. Supernova Watchdogging InfraRed Telescope).
5 августа 1994 г. было подписано тройственное соглашение между Пулковской, Римской и Терамовской обсерваториями, в соответствии с которым Пулковская обсерватория предоставляла телескоп, Римская обсерватория — Восточную башню наблюдательной станции Кампо Императоре, а обсерватория Терамо — ПЗС-камеру. В 1996 году в Восточной башне была начата установка телескопа АЗТ-24 (ЛОМО), оснащенного ПЗС-камерой SWIRCAM (производство Infrared Laboratories Inc., Tucson, Аризона, США), работающей в ближнем ИК-диапазоне (1.1 — 2.5 микрона). Понадобилось еще три года для завершения работ по установке и юстировке оптики, модернизации системы управления, тестированию и установке инфракрасной камеры, созданию программного обеспечения и доведению всего комплекса до рабочего состояния. При этом значительную часть управляющей аппаратуры телескопа пришлось заменить более современным аналогом, поскольку телескоп был создан в 1973 году и осуществленная в то время система контроля устарела. Оптическая и механическая составляющая остались без изменений и, в отличие от электроники, безотказно проработала с момента установки телескопа.
16 декабря 1998 года был получен первый свет — изображения туманности Медвежий Коготь (NGC 2537) и пары взаимодействующих галактик Сиамские Близнецы (NGC 4567 и NGC 4568), в мае 1999 года проведены пробные наблюдения избранных объектов, а в октябре начались регулярные наблюдения.
За последние 10 лет в обсерватории, благодаря и в основном усилиями Андреа Ди Паола, произошли существенные изменения:
- была проведена существенная модернизация и полная автоматизация телескопа Шмидта с учетом возможности удаленного наблюдения.
- была проведена почти полная автоматизация наблюдений на АЗТ-24 с учетом возможности удаленного наблюдения.
- был создан замкнутый контур циркуляции азота (закачка в ПЗС-камеры жидкого азота, откачка газообразного и последующее его сжижение) с электронным мониторингом.
- была создана автоматическая служба погодного мониторинга.

Весной 2010 года станция получила личный код Центра Малых Планет за обозначением «C25». До этого у обсерватории Кампо-Императоре был код «599», который использовался для проекта CINEOS.
Обсерватория пережила два крупных землетрясения в Абруццо: 6-го апреля 2009 года и в октябре 2016 года. После первого ликвидация разрушений (не столько восстановление разрушений внутри обсерватории, сколько восстановление окрестной инфраструктуры, прежде всего дорог) заняла два года, и позже она смогла возобновить свою работу. К счастью, землетрясение 2016 года обошлось без особых потерь.

## Наблюдения на АЗТ-24
На АЗТ-24 проводятся фотометрические наблюдения. Фотометрия происходит в трех широкополосных фильтрах: J (максимум на 1.25 мкм), H (максимум на 1.65 мкм) и K (максимум на 2.2 мкм). Квантовый выход составляет 59 % (фильтр J), 70 %(фильтр H), 61 % (фильтр K).
Кроме того, возможна фотометрия в узких фильтрах:
- HeI (центральная длина волны — 1.083 мкм),
- FeII (центральная длина волны — 1.645 мкм),
- H2 (центральная длина волны — 2.121 мкм),
- Brγ (центральная длина волны — 2.164 мкм),

а также спектрометрические наблюдения в двух диапазонах: I+J (0.84 — 1.32 мкм) и H+K (1.45 — 2.38 мкм).
Проницающая способность составляет при экспозиции в 1 минуту, FWHM=2" и SNR=3: mJ = 17.7, mH = 16.9 и mK = 16.2. При тех же условиях для спектральных наблюдений в фильтре K предел составляет около 14.5 зв. вел.
При условии установки корректора можно увеличить рабочее поле зрения АЗТ-24 с 20' до 84'.
В 2005 году проводились пробные наблюдения малых тел Солнечной системы по программе ПулКОНа.
К сожалению, в области поиска сверхновых проект SWIRT оказался несостоятельным при данных технических условиях (кроме двух выше описанных случаев открытия сверхновой в той же галактике, в которой велись наблюдения уже вспыхнувшей сверхновой), но вторая задача проекта — мониторинг уже открытых сверхновых — выполнялась более успешно. Были получены детальные и длительные (в случае сверхновых 2006jc и 2005cs наблюдения продолжались порядка года) ИК кривые блеска около 20 сверхновых, для 8 из которых выполнены комплексные исследования с привлечением данных из других спектральных диапазонов. Наиболее интересные с точки зрения результатов сверхновые приведены в таблице ниже.
| Сверхновая | Тип | Галактика |
| ---------- | --- | --------- |
| SN1999el   | IIn | NGC 6951  |
| SN2000e    | Ia  | NGC 6951  |
| SN2001cy   | IIn | UGC 11927 |
| SN2002bo   | Ia  | NGC 3190  |
| SN2002cv   | Ia  | NGC 3190  |
| SN2004dj   | IIp | NGC 2403  |
| SN2004dk   | Ib  | NGC 6118  |
| SN2004dt   | Ia  | NGC 799   |
| SN2004et   | II  | NGC 6946  |
| SN2004eo   | Ia  | NGC 6928  |
| SN2004dn   | Ic  | UGC 2069  |
| SN2005cs   | II  | NGC 5194  |
| SN2006jc   | Ic  | UGC 4904  |

Более интересный и продуктивный проект связан с изучением активных ядер галактик, точнее одной из их расзновидностей — блазаров. Исследование этих объектов проводится в рамках международного проекта мониторинга блазаров «Всемирный блазарный телескоп» — WEBT (англ. The Whole Earth Blazar Telescope).

## Интересные факты
- АЗТ-24 в настоящее время является единственным телескопом в Италии, который оснащён приёмником, чувствительным в ближнем инфракрасном диапазоне. Всего в Европе 4 инфракрасных телескопа: АЗТ-24; TCS (англ. The Telescopio Carlos Sánchez), установленный в обсерватории Тейде в 1972 году; WHT (англ. The William Herschel Telescope) и GTC (англ. The Gran Telescopio CANARIAS), установленные на Канарском острове Пальма, в обсерватории Роке-де-лос-Мучачос в 1987 году и в 2007 году соответственно.